# Änglagård - andra sommaren
Änglagård - Andra Sommaren (br: A Casa dos Anjos - O Segundo Verão)  é um filme de drama sueco lançado em 1994, dirigido por Colin Nutley e estrelado por Helena Bergström, Rikard Wolff e Ernst Günther.

## Sinopse
Fanny e Zac voltam à aldeia fictícia de Yxared na Västergötland, um ano depois de sua primeira visita. Como a Casa dos Anjos tinha desaparecido na sequência de um incêndio acidental, eles são obrigados a morar em casa dos irmãos Gottfrid e Ivar Pettersson.

A pequena aldeia vive como sempre, com os mesmos conflitos e preconceitos de sempre.

Quando Fanny descobre que os irmãos Gottfrid e Ivar têm um irmão que vive na América, ela convence-os a ir lá e a procurá-lo.

## Elenco
- Helena Bergström como Fanny Zander
- Rikard Wolff como Zac
- Sven Wollter como Axel Flogfält
- Reine Brynolfsson como Henning Collmer, vicar
- Ron Dean como Sven Pettersson
- Ernst Günther como Gottfrid Pettersson
- Viveka Seldahl como Rut Flogfält
- Tord Peterson como Ivar Pettersson
- Ing-Marie Carlsson como Eva Ågren
- Peter Andersson como Ragnar Zetterberg
- Jakob Eklund como Mårten Flogfält
- Jan Mybrand como Per-Ove Ågren